# Madascincus arenicola
Espèce
Statut de conservation UICN

 CR B1ab(iii) : 
En danger critique
Madascincus arenicola est une espèce de sauriens de la famille des Scincidae.

## Répartition
Cette espèce est endémique de la province de Diego-Suarez à Madagascar.

## Étymologie
Le nom spécifique arenicola vient du latin arena, le sable, et de incola, habitant, en référence aux habitudes de ce saurien.

## Publication originale
- Miralles, Köhler, Glaw & Vences, 2011 : A molecular phylogeny of the "Madascincus polleni species complex", with description of a new species of scincid lizard from the coastal dune area of northern Madagascar. Zootaxa, no 2876, p. 1–16.